# 조앙 미쿠
조앙 세드리크 미쿠(프랑스어: Johan Cédric Micoud, 1973년 7월 24일, 프로방스-알프-코트 다쥐르 지방 칸 ~)는 프랑스의 전직 프로 축구 선수로, 현역 시절 공격형 미드필더였다.
그는 재능 있는 미드필더로, 맞춤전술 전문가였다. 현역 선수로 16년을 활약하면서, 자국 무대는 물론 이탈리아와 독일 무대도 누볐다.
미쿠는 프랑스 국가대표팀 경기에 17번 출전했고, 유로 2000과 2002년 월드컵에 참가했고, 전자의 대회를 우승했다.

## 클럽 경력
미쿠는 칸 출신으로, 칸의 유소년부를 졸업했고, 지네딘 지단이 보르도로 떠나면서 칸의 플레이메이커를 맡았다. 그는 소속 구단의 1993년 2부 리그에서 승격을 이룩했고, 이듬해에는 UEFA컵 진출도 이룩했다.
미쿠는 보르도 이적 2년 후인 1998-99 시즌에는 맹활약을 펼쳐 디비시옹 1의 우승을 견인했고, 이듬해 챔피언스리그에도 진출해 2차 조별 리그까지 올라갔다.
2000년, 그는 해외로 건너갔는데, 파르마로 이적하여 2년을 보냈다. 미쿠는 이후 독일로 발을 돌려 베르더 브레멘에 입단하여 성공적인 4년을 보내며, 2003-04 시즌에는 분데스리가와 DFB-포칼 2관왕으로 구단 역사의 이정표를 세웠고, 이 과정에서 리그에서만 10골을 기록해 레버쿠젠의 [[베른트 슈나이더와 함께 미드필더 최다 득점자로 이름을 올렸다.
2006년, 32세의 미쿠는 프랑스 무대로 복귀해 첫 전성기를 보낸 보르도에 재입단했고, 로리앙과의 리그 복귀전에서 1-0 결승골을 넣어 자신의 복귀를 알렸다. 그는 보르도 주축 선수로 빠르게 자리잡아 2007 쿠프 드 라 리그 우승을 달성했고, 이듬해 리그 우승 경쟁에도 큰 힘을 썼다. 그러나, 2년 동안 부동의 주전으로 활약하던 그는 로랑 블랑 감독이 2008년 5월 10일에 미쿠의 계약이 연장되지 않을 것임을 발표했고, 이후 은퇴 수순을 밟았다.

## 국가대표팀 경력
미쿠는 몇 차례 프랑스 국가대표팀 합류가 불발되었는데, 선발로 도약하지 못했는데, 이는 지단과 같은 역할을 맡은 데 있었다.
보르도에서 빼어난 활약을 펼치던 그는 1999년 8월 17일에 북아일랜드와의 친선경기에서 국가대표팀 신고식을 치렀고, 유로 2000에 프랑스 선수단으로 참가해 우승을 거두었지만, 6경기 중 1경기를 출전하는데 그쳤는데, 그 경기는 네덜란드와의 조별 리그 최종전으로, 양 국가가 모두 8강 진출을 확정지은 가운데 벌어진 잔여 경기였다. 그는 대참사였던 2002년 월드컵에도 참가해 우루과이와의 경기에서도 주축 선수로 활약할 임무를 맡았지만, 큰 활약을 펼치지 못했고, 결과는 졸전 끝의 0-0 무승부였다.
소속 구단에서 꾸준한 활약을 이어가지 못하면서, 미쿠는 후임 국가대표팀 감독들의 외면을 받았다: 자크 상티니 감독은 그에게 출전 기회를 1번만 주었는데, 그에 따라 네덜란드와의 2004년 친선전에 출전했지만, 브레멘에서의 맹활약에도 불구하고 유로 2004 본선 명단에서 빠졌다. 레몽 도메네크 감독 임기의 2006년 월드컵 예선전에서는 한 경기도 출전하지 못했고, 독일에서 열린 대회 본선에도 명단에 오르지 못했다.

## 경력 통계

### 클럽
| 구단          | 시즌      | 리그       | 리그 | 리그 | 컵   | 컵 | 유럽 | 유럽 | 리그컵 | 리그컵 | 합계 | 합계 | 주    |
| 구단          | 시즌      | 리그명     | 출장 | 골   | 출장 | 골 | 출장 | 골   | 출장   | 골     | 출장 | 골   | 주    |
| ------------- | --------- | ---------- | ---- | ---- | ---- | -- | ---- | ---- | ------ | ------ | ---- | ---- | ----- |
| 칸            | 1992–93   | 디비시옹 2 | 28   | 2    | 1    | 0  | –    | –    | –      | –      | 29   | 2    | [ 4 ] |
| 칸            | 1993–94   | 디비시옹 1 | 34   | 3    | 1    | 0  | –    | –    | –      | –      | 35   | 3    | [ 4 ] |
| 칸            | 1994–95   | 디비시옹 1 | 33   | 7    | 1    | 0  | 4    | 1    | 1      | 0      | 39   | 8    | [ 4 ] |
| 칸            | 1995–96   | 디비시옹 1 | 32   | 5    | 1    | 1  | –    | –    | 3      | 0      | 36   | 7    | [ 4 ] |
| 칸            | 합계      | 합계       | 127  | 17   | 4    | 1  | 4    | 1    | 4      | 0      | 139  | 19   |       |
| 보르도        | 1996–97   | 디비시옹 1 | 36   | 8    | 4    | 1  | –    | –    | 4      | 0      | 44   | 9    | [ 5 ] |
| 보르도        | 1997–98   | 디비시옹 1 | 29   | 4    | 1    | 0  | 1    | 0    | 5      | 3      | 36   | 7    | [ 4 ] |
| 보르도        | 1998–99   | 디비시옹 1 | 31   | 9    | 1    | 0  | 8    | 3    | 1      | 0      | 41   | 12   | [ 4 ] |
| 보르도        | 1999–2000 | 디비시옹 1 | 31   | 6    | 5    | 1  | 12   | 2    | 2      | 0      | 50   | 9    | [ 4 ] |
| 보르도        | 합계      | 합계       | 127  | 27   | 11   | 2  | 21   | 5    | 12     | 3      | 171  | 37   |       |
| 파르마        | 2000–01   | 세리에 A   | 29   | 4    | 6    | 2  | 4    | 1    | –      | –      | 39   | 7    | [ 5 ] |
| 파르마        | 2001–02   | 세리에 A   | 18   | 5    | 6    | 1  | 2    | 0    | –      | –      | 26   | 6    | [ 5 ] |
| 파르마        | 합계      | 합계       | 47   | 9    | 12   | 3  | 6    | 1    | 0      | 0      | 65   | 13   |       |
| 베르더 브레멘 | 2002–03   | 분데스리가 | 28   | 5    | 3    | 0  | 4    | 2    | 0      | 0      | 35   | 7    | [ 5 ] |
| 베르더 브레멘 | 2003–04   | 분데스리가 | 32   | 10   | 6    | 4  | 4    | 1    | –      | –      | 42   | 15   | [ 5 ] |
| 베르더 브레멘 | 2004–05   | 분데스리가 | 33   | 8    | 5    | 2  | 8    | 1    | 2      | 0      | 48   | 11   | [ 5 ] |
| 베르더 브레멘 | 2005–06   | 분데스리가 | 30   | 8    | 2    | 1  | 10   | 5    | 2      | 0      | 44   | 14   | [ 5 ] |
| 베르더 브레멘 | 합계      | 합계       | 123  | 31   | 16   | 7  | 26   | 9    | 4      | 0      | 169  | 47   |       |
| 보르도        | 2006–07   | 리그 1     | 32   | 5    | 1    | 0  | 6    | 0    | 4      | 0      | 43   | 5    | [ 5 ] |
| 보르도        | 2007–08   | 리그 1     | 29   | 5    | 3    | 2  | 6    | 1    | 0      | 0      | 38   | 8    | [ 5 ] |
| 보르도        | 합계      | 합계       | 61   | 10   | 4    | 2  | 12   | 1    | 4      | 0      | 81   | 13   |       |
| 경력 합계     | 경력 합계 | 경력 합계  | 485  | 94   | 47   | 15 | 69   | 17   | 24     | 3      | 625  | 129  |       |

### 국가대표팀
| 국가대표팀 | 연도 | 출장 | 골 |
| ---------- | ---- | ---- | -- |
| 프랑스     | 1999 | 2    | 0  |
| 프랑스     | 2000 | 7    | 1  |
| 프랑스     | 2001 | 3    | 0  |
| 프랑스     | 2002 | 4    | 0  |
| 프랑스     | 2004 | 1    | 0  |
| 합계       | 합계 | 17   | 1  |

## 수상
보르도
- 디비시옹 1: 1998–99
- 쿠프 드 라 리그: 2006–07

파르마
- 코파 이탈리아: 2001–02[7][8]

베르더 브레멘
- 분데스리가: 2003–04
- DFB-포칼: 2003–04

프랑스
- 유럽 선수권 대회: 유로 2000

개인
- 키커 분데스리가 올해의 선수단: 2002–03, 2003–04, 2005–06[9][10][11]